# Nomenj
Nomenj este o localitate din comuna Bohinj, Slovenia, cu o populație de 182 de locuitori.